# Wim Hofkens
Wim Hofkens (ur. 27 marca 1958 w Made) – holenderski piłkarz grający na pozycji obrońcy.

## Kariera klubowa
Hofkens zawodową karierę rozpoczynał w 1974 roku w klubie Willem II Tilburg. W 1976 roku trafił do belgijskiego KSK Beveren. W 1978 roku zdobył z nim Puchar Belgii. W 1979 roku wygrał z zespołem mistrzostwo Belgii. W 1980 roku wywalczył z nim wicemistrzostwo Belgii. W tym samym roku został graczem Anderlechtu, również grającego w belgijskiej ekstraklasie. W 1981 roku zdobył z klubem mistrzostwo Belgii. W 1985 roku ponownie sięgnął z Anderlechtem po to trofeum. Wygrał z nim także Superpuchar Belgii.
Latem 1985 roku Hofkens został graczem klubu Beerschot VAC. Spędził tam rok. Potem przeszedł do KV Mechelen. W 1987 roku zdobył z nim Puchar Belgii. Rok później zwyciężył z Mechelen w rozgrywkach Pucharu Zdobywców Pucharów oraz Superpucharu Europy. W 1989 roku został z zespołem mistrzem Belgii. W 1991 roku odszedł do KV Kortrijk. Następnie był zawodnikiem AZ Alkmaar oraz KSK Hoboken, gdzie w 1994 roku zakończył karierę.

## Kariera reprezentacyjna
W reprezentacji Holandii Hofkens zadebiutował 27 kwietnia 1983 w wygranym 3:0 towarzyskim meczu ze Szwecją. Kolejne spotkania w kadrze rozegrał w 1989 roku. Po raz ostatni wystąpił w niej 15 listopada 1989 w wygranym 3:0 spotkaniu eliminacji Mistrzostw Świata 1990 z Finlandią. W latach 1983–1989 w drużynie narodowej zagrał 5 razy.